# Giczy György
Giczy György Antal (Budapest, 1953. augusztus 17. –) magyar újságíró, katolikus teológus, politikus, országgyűlési képviselő.

## Tanulmányai
1971-ben érettségizett a Budapesti Piarista Gimnáziumban, majd felvették a budapesti Római Katolikus Hittudományi Akadémiára, ahol 1977-ben szerzett teológus diplomát. 1982-ben szerzett teológiai doktorátust. Emellett egy újságíró iskolát is elvégzett.

## Újságírói pályafutása
1977-ben az Új Ember című katolikus hetilap adminisztrátora lett, majd 1979-től egy évig annak gyakornoka volt. 1980-tól a lap munkatársaként dolgozott, 1984 és 1986 között rovatvezetőként, majd utána főmunkatársként. Írásai, esszéi, tanulmányai más egyházi lapokban is megjelentek (Vigília, Teológia stb.). 1991 és 1992 között a Magyar Katolikus Újságírók Szövetségének elnöki tisztét töltötte be. Ugyanebben az időszakban tagja volt a Keresztény–Zsidó Társaság elnökségének is. 1993-ban a Magyar Penne Kiadói Kft. – a Pest Megyei Hírlap kiadóvállalatának – ügyvezető igazgatója lett, emellett 1996-ig a Pázmány Péter Katolikus Egyetem médiatanszékén volt előadó. Kutatási területe a zsidó-keresztény teológiai párbeszéd.

## Politikai pályafutása
Politikai-közéleti pályafutását 1988-ban, a Márton Áron Társaság titkáraként kezdte. 1989-ben a Kereszténydemokrata Néppárt alapító tagja, ill. a párt Hazánkért c. lapjának felelős szerkesztője volt. Az 1990-es országgyűlési választáson pártja országos listájáról szerzett mandátumot. 1993-ban a párt programszerkesztési bizottságának elnöke lett, majd az 1994-es országgyűlési választás után, ahol újra mandátumot szerzett, a párt országos alelnökévé, majd 1995-ben annak elnökévé választották. Elnöksége idején esett szét két részre a párt, melynek csúcspontja az 1997-es pártszakadás volt, ezután a párt országgyűlési frakciójának nagyobb része átment a Fideszhez, míg a Giczy-féle szárny tagjai független képviselőkként folytatták munkájukat. 1998-ban indult az országgyűlési választáson, de mandátumot sem ő, sem a KDNP nem szerzett. 2001-ben távozott a párt éléről. Párttagságát 2002-ben vesztette el, amikor bírósági úton újjáalakult a KDNP az 1997 előtti állapotok szerint. 2006-ban a Magyar Keresztényszociális Unió szakértője volt.

## Családja
Nős, felesége háztartásbeli. Egy leány- és egy fiúgyermek édesapja.

## Könyvei
- Eszmék és rendszerek; KDNP, Bp., 1993 (Kereszténység és közélet)
- Lépésváltás. Kereszténység és demokrácia; Márton Áron, Bp., 1993
- Törvénytisztelet és messianizmus a Talmudban és a középkori zsidó-keresztény disputákon; Szent István Társulat, Bp., 1993